# Maurice-Élisabeth de Lavergne de Tressan
Pour les articles homonymes, voir Lavergne.
Maurice-Élisabeth de Lavergne de Tressan, dit aussi l'abbé de Tressan est un écrivain français né en 1748 et mort en 1809.
Fils de Louis-Élisabeth de La Vergne de Tressan, il est grand vicaire de Rouen, émigre lors de la Révolution française, rentre en France après le 18 brumaire et s'occupe de littérature ; il était particulièrement lié avec l'abbé Delille. 

## Œuvres
- Mythologie comparée avec l'histoire, Londres, 1776 ; plusieurs rééditions jusqu'en 1830.
- le Chevalier Robert, roman chevaleresque, 1800

Il a également publié des traductions de l'anglais : Rose Summers ou Les dangers de l'imprévoyance, 1804.